# The Rise and Fall of the Confederate Government

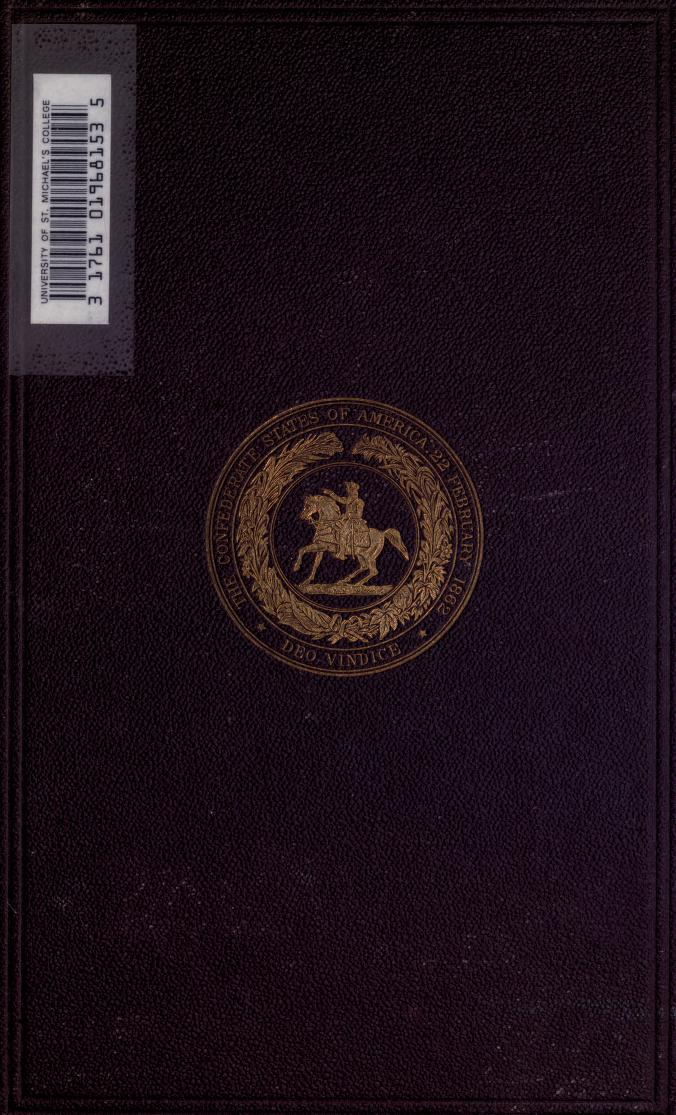
Capa da primeira edição.

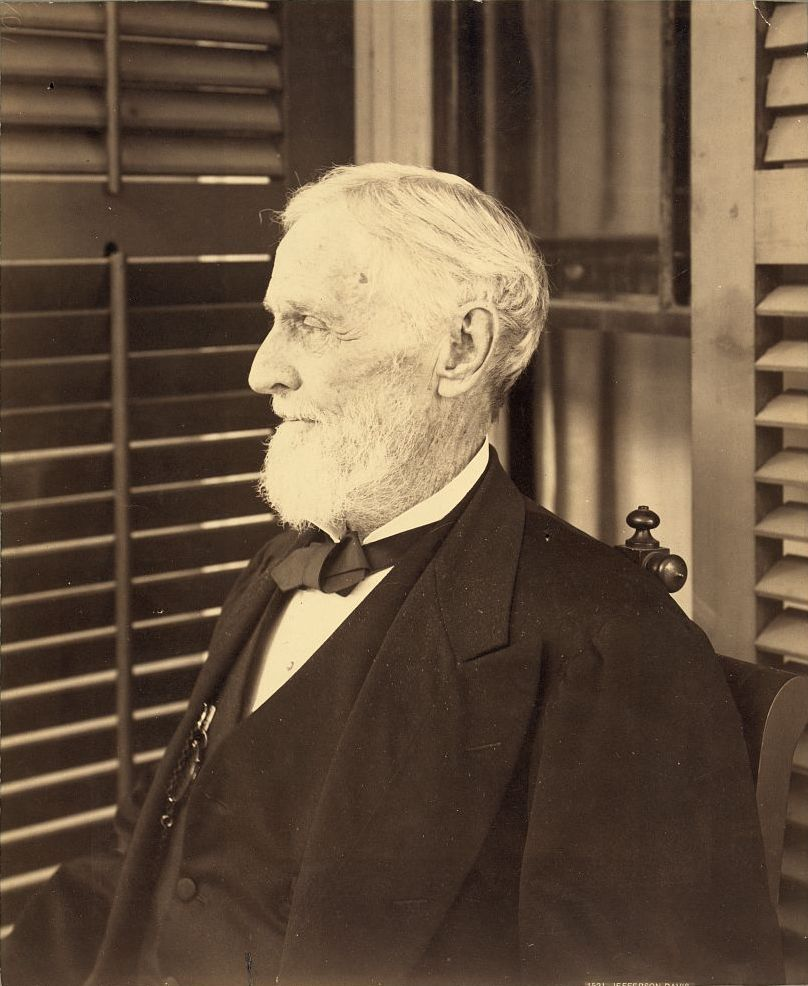
Jefferson Davis, o autor do livro, na década de 1880.

The Rise and Fall of the Confederate Government (1881) é um livro escrito por Jefferson Davis, que serviu como Presidente dos Estados Confederados da América durante a Guerra Civil Americana. Davis escreveu o livro como uma história direta dos Estados Confederados da América e como uma apologia das causas que ele acreditava que levaram e justificaram a Guerra Civil Americana.
Ele escreveu a maior parte do livro em Beauvoir, o Biloxi, Mississippi, plantação onde vivia como convidado da romancista e viúva rica Sarah Ellis Dorsey. Doente de câncer, em 1878 ela renovou seu testamento e deixou a fazenda para ele antes de sua morte em 1879. Ela já o havia ajudado na escrita, notadamente na organização, edição e incentivo.
Davis também foi assistido por sua esposa, Varina, e seu secretário, Major W. T. Walthall. Ele se correspondeu volumosamente com estadistas e generais confederados sobreviventes, incluindo Judah Benjamin e Jubal Early, para verificação de fatos e detalhes sobre questões-chave.

## Conteúdo
Davis fez muitas comparações entre a formação do Congresso Continental e a Revolução Americana e a formação dos Estados Confederados e a Guerra Civil Americana. Davis discutiu a história da escravidão e defendia sua moral fundamental: para ele, a escravidão iluminava os negros com as "artes da paz, da ordem e da civilização" e os escravos eram felizes e "contentes" em sua servidão. Davis detalhou sua crença na hipocrisia dos estados do norte em relação à escravidão, considerando que a maioria dos estados do norte já havia permitido a escravidão e que todos derivavam renda de bens comerciais produzidos por escravos, e a injustiça que ele viu nos numerosos atos e políticas que beneficiou os industriais do norte em detrimento dos fazendeiros do sul. Davis citou inúmeras passagens constitucionais, estudiosos constitucionais e líderes políticos americanos para apoiar sua tese de que a secessão era justificada, incluindo um discurso de Abraham Lincoln que defendia a ilegalidade da guerra americana com o México e condenou a interferência militar dos Estados Unidos nos direitos dos mexicanos de autogovernar-se. Davis argumentou que quando a maioria dos estados governa a União, é "não como meio de garantir o bem-estar de todos, mas como instrumentos para a destruição de uma parte - a seção minoritária".